# XIVe législature de la République italienne

La XIVe législature de la République italienne (en italien : La XIV Legislatura della Repubblica Italiana) est la législature du Parlement de la République italienne qui a été ouverte le 30 mai 2001 et qui s'est fermée le 27 avril 2006. 

## Gouvernements
- Gouvernement Berlusconi II
  - Du 11 juin 2001 au 23 avril 2005
  - Président du Conseil des ministres d'Italie : Silvio Berlusconi (FI)
  - Composition du gouvernement : FI, AN, CCD-CDU/UDC, LN, NPSI, PRI, Indépendants
- Gouvernement Berlusconi III
  - Du 23 avril 2005 au 17 mai 2006
  - Président du Conseil des ministres d'Italie : Silvio Berlusconi (FI)
  - Composition du gouvernement : FI, AN, UDC, LN, NPSI, PRI, Indépendants

## Chambre des députés
| Groupe parlementaire | Nombre de sièges |
| -------------------- | ---------------- |
| FI                   | 178/630          |
| DS                   | 136/630          |
| AN                   | 99/630           |
| DL                   | 80/630           |
| CCD-CDU              | 40/630           |
| LN                   | 30/630           |
| PRC                  | 11/630           |
| PdCI                 | 10/630           |

## Sénat
| Groupe parlementaire | Nombre de sièges |
| -------------------- | ---------------- |
| FI                   | 82/315           |
| DS                   | 65/315           |
| AN                   | 45/315           |
| DL                   | 43/315           |
| CCD-CDU              | 29/315           |
| LN                   | 17/315           |
| PRC                  | 4/315            |
| PdCI                 | 2/315            |